# Fontaine de Bubanj à Kragujevac
La fontaine de Bubanj à Kragujevac (en serbe cyrillique : Бубањ-чесма у Крагујевцу ; en serbe latin : Bubanj-česma u Kragujevcu) se trouve à Kragujevac, dans le district de Šumadija, en Serbie. Elle est inscrite sur la liste des monuments culturels protégés de la République de Serbie (identifiant no SK 1484).

## Présentation
La fontaine de Bubanj est considérée comme l'un des monuments les plus anciens et les plus beaux du vieux Kragujevac. Elle alimentait en eaux les habitants de la ville dès la période turque. Elle a été construite au XIXe siècle à l'époque du prince Milan Obrenović et elle a reçu son apparence actuelle en 1922.
Elle est constituée de pierres et de béton et est dotée d'une riche décoration en plâtre. Depuis la rue, on y pénètre par l'étage ; cet étage constitue un porche et il abrite des bancs, si bien que la fontaine sert de lieu de rassemblement.
À proximité se trouve le lac de Bubanj qui doit son nom à la fontaine tout comme le quartier alentour.